# دراما على الطريق (برنامج)
دراما على الطريق  برنامج  سوري يحاكي تراث سوريا كما انه  برنامج  فني من إعداد و تقديم  عبدالله الحاج على قناة الدراما السورية حيث يستضيف نجوم الدراما السورية في حوار عفوي على الطريق و في الأسواق مع تمثيل لبعض المشاهد و السكيتشات الكوميدية و التفاعل مع المارة و التمثيل معهم و إظهار مواهبهم ويعرض  خلال شهر رمضان المبارك

## ضيوف
| الحلقة      | ضيف الحلقة       |
| ----------- | ---------------- |
| الاولى      | غادة بشور        |
| الثانية     | إيمان عبد العزيز |
| الثالثة     | هلا يماني        |
| الرابعة     | وسيم الرحبي      |
| الخامسة     | فداء كبرا        |
| السادسة     | نانسي زعبلاوي    |
| السابعة     | سوسن ميخائيل     |
| الثامنة     | ريم عبد العزيز   |
| التاسعة     | فوزي بشارة       |
| العاشرة     | رنى العظم        |
| الحادية عشر | مثال             |
| الثانية عشر | مثال             |
| الثالثة عشر | مثال             |
| الرابعة عشر | مثال             |
| الخامسة عشر | مثال             |
| السادسة عشر | مثال             |
| السابعة عشر | مثال             |
| الثامنة عشر | مثال             |
| التاسعة عشر | مثال             |
| العشرين     | مثال             |
| مثال        | مثال             |
| مثال        | مثال             |
| مثال        | مثال             |
| مثال        | مثال             |
| مثال        | مثال             |
| مثال        | مثال             |
| مثال        | مثال             |
| مثال        | مثال             |
| مثال        | مثال             |
| مثال        | مثال             |